# Tukoji I Rao Holkar
Shrimant Sardar Tukoji I Rao Holkar (1723-1797) fou subadar de Malwa, fill segon de Tanuji Holkar, de la família Holkar però d'una branca diferent a la del fundador Malhar I Rao Holkar. Vers el 1755 es va casar amb Ahilya Bai, vídua de Khande Rao Holkar; el desembre de 1767 fou nomenat pel peshwa com a subadar de Malwa si bé la seva esposa era confirmada en l'administració; també fou reconegut cap del clan Holkar.
El 1769 va derrotar els jats a Goverdhan i altre cop a Bharatpur el 1773. Va derrotar les forces de la Companyia Britànica de les Índies Orientals a Borghat el 1777, i va rebre el rang de saranjami sardar junt amb terres a Bundelkhand i Khandesh. A la mort de la seva dona el 13 d'agost de 1795 va assolir en solitari el poder. El 29 de gener de 1797 va abdicar en el seu fill gran Kashi Rao Holkar, per assolir la direcció de l'exèrcit i regent. Als darrers temps va mantenir una disputa amb la família Scindia (Sindhia).
Va morir a Poona sis mesos després el 15 d'agost de 1797 deixant dos fills legitims i altres il·legitims. El seu fill legítim més gran, Kashi Rao Holkar, que ja exercia el poder, el va succeir al front de l'exèrcit.